# الملك جاويش الكبير
الملك جاويش الكبير (الأول). ويعرف أيضا ب«الملك شاويش». أحد أبرز ملوك الشايقية في القرن الثامن عشر، وكان يشن الغارات على القبائل المختلفة، وقد غزا الملك جاويش الكبير مملكة الدفار وخربها. وجاء من نسله الملك جاويش الصغير الذي قاوم الأتراك أثناء غزوهم للسودان.

## نسبه
الملك جاويش الكبير بن الملك محمد سميح بن الملك علي بن الملك محمد العادل بن الملك صالح بن محمد كدنقا بن شايق بن حميدان بن صبح أبي مرخة بن مسمار بن سرار بن حسن كردم بن أبو الديس بن قضاعة بن عبد الله حرقان بن مسروق بن أحمد بن إبراهيم جعل بن إدريس بن قيس بن يمن بن عدنان بن قصاص بن كرب بن محمد هاطل بن أحمد ياطل بن محمد ذو الكلاع بن سعد بن الفضل بن العباس بن محمد بن علي بن عبد الله بن العباس بن عبد المطلب بن هاشم.

## حياته
ولد بكجبي حوالي سنة 1738م. كان الملك شاويش الكبير من أشهر أبطال مملكة العدلاناب الشايقية، وبدأ أول أعماله بشن الغارات على الميرفاب في بربر والرباطاب في أبي حمد والمناصير والحسانية في جبل الجلف والبديرية في الشمال، وأخذ يضم الشايقية من غير جماعته فتضخم جيشه، واستطاع إخضاع الإمارات الصغيرة لإرادته، وقد غزا الملك شاويش مملكة الدفار البديرية ودمرها. ومملكة الدفار كانت أحد الممالك الصغيرة التي تتبع لقبيلة البديرية المجاورة لقبيلة الشايقية.

## مقتله
أخذ الملك بشير البديري ملك الخندق بالتفكير في كبح جماح الملك شاويش، فأرسل التجار إلى القاهرة لشراء الأسلحة فأحضروا حوالي ألفي بندقية ومعهم بعض المغاربة ذوي الخبرة في استخدامها، وتدرب البديرية عليها، وقد تجمعت جيوش ممالك البديرية الأربع في الخندق استعداد للقاء الشايقية الذين خربوا الدفار، ونشبت الحرب قرب القولد وصمد البديرية أمام الملك شاويش فهزموه فترجل الملك شاويش الكبير عن فرسه وافترش وجلس متربعا على فروته فأجهز عليه فرسان البديرية، وكان ذلك حوالي 1782م.